# Expédition Loaísa

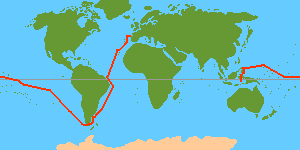
Trajet de l'expédition Loaísa.

L'expédition Loaísa est un voyage de découverte du début du XVIe siècle dans l'océan Pacifique, commandé par García Jofre de Loaísa et ordonné par le roi Charles Quint dans le but de coloniser les Moluques, dans les Indes orientales.
La flotte de sept navires partit de La Corogne, en Espagne, en juillet 1525 et devint la deuxième expédition navale de l'histoire à traverser l'océan Pacifique, après la circumnavigation Magellan-Elcano.
L'expédition aboutit à la découverte de la mer de Hoces (le passage de Drake) au sud du cap Horn et des îles Marshall dans le Pacifique. Un navire est arrivé dans les Moluques en septembre 1526. Le retour en Espagne a eu lieu en 1536.

## Origines
L'expédition de Loaísa est envisagée comme une mission de secours et d'exploration. La Victoria, un vaisseau de l'expédition Magellan dans l'océan Pacifique, était retournée en Espagne en 1522 dans l'idée que son sister ship Trinidad avait été vu navigant vers l'est, tentant de rallier l'Amérique du Sud depuis les Moluques. De Loaísa reçu l'ordre de rechercher la Trinidad, ou d'enquêter sur sa disparition, en suivant sa route de retour vers l'Espagne. Et par ailleurs de localiser et coloniser les Moluques, ainsi que de rechercher des informations sur le royaume semi-légendaire d'Ophir, que des érudits pensaient localiser aux environs de la Chine. Pour ce faire, de Loaísa se vit confier sept vaisseaux et 450 hommes, dont des administrateurs et des commerçants pour un établissement aux Moluques.

## Voyage dans l'océan Atlantique
L'expédition embarqua à La Corogne le 24 juillet 1525. Elle comprenait sept navires, la Santa María de la Victoria, le Sancti Spiritus, l'Anunciada, le San Gabriel, la Santa María del Parral, le San Lesmes (es) et une patache, le Santiago. De Loaísa fut nommé capitaine avec Juan Sebastián Elcano, qui atteignit les Moluques en 1521 avec l'expédition Magellan.
La flotte navigua au sud-ouest vers les Canaries, puis au sud en longeant la côte africaine. En novembre, de Loaísa manœuvra pour traverser l'Atlantique pour rejoindre le Brésil, atteignant les côtes de Patagonie en janvier 1526. Il ne fut pas trouvé de traces de la Trinidad, et de Loaísa décida d'en abandonner la recherche pour continuer vers les Moluques. Cependant, les conditions météorologiques étaient peu favorables les semaines suivantes, avec de forts vents à l'entrée du détroit de Magellan, les navires eurent du mal à rester groupés. Deux navires firent naufrage, le Sancti Spiritus et l'Anunciada firent naufrage, et un autre, le San Gabriel, fut refoulé vers l''Atlantique et déserta l'expédition.
Le San Lesmes, sous commandement de Francisco de Hoces suivi la côte vers le sud jusqu'à la latitude 57°, où l'équipage nota "une fin des terres", qui pourrait être la première découverte européenne du Cap Horn. Après quelques difficultés, Hoces put reprendre la route au nord et rejoindre les trois autres navires restant de l'expédition. Le 26 mai 1526, la flotte désormais retreinte de quatre vaisseaux (trois galions et une patache), parvint à passer le détroit et entrèrent dans l'océan Pacifique.

## Voyage dans l'océan Pacifique
Les conditions météorologiques défavorables qui avaient dispersé dès le début la flotte de Loaísa se poursuivirent dans le Pacifique. Les quatre navires restant se perdirent rapidement de vue sous les pluies intenses et ne purent se retrouver lorsque les orages furent dissipés le 1er juin.
Le Santiago navigua vers le nord, et rejoignit après un voyage d´environ 10 000 kilomètres les côtes du Mexique en juillet 1526, réalisant la première navigation de l´Europe vers les côtes occidentales de l'Amérique du Nord. 50 personnes avaient survécu, et certains prirent part à l´expédition d'Álvaro de Saavedra qui traversa le Pacifique de 1527 à 1529.
Le San Lesmes disparut totalement. Selon des hypothèses du XXe siècle, le navire aurait pu s'échouer sur les îles Tuamotu, dont l'atoll Anaa où une expédition trouva en 1774 une croix érigée sur une plage, ou sur l'atoll Amanu où un vieux canon espagnol fut découvert.
Le troisième navire, la Santa María del Parral, traversa le Pacifique jusqu'aux îles Sangihe, sur la côte septentrionale de Célèbes, où il fut échoué sur la plage, et son équipage tué ou soumis à l'esclavage par les populations locales. Quatre survivants furent secourus en 1528 par l´expédition espagnole d'Álvaro de Saavedra Cerón en provenance du Mexique.
Le dernier galion, la Santa Maria de la Victoria, fut le seul navire qui atteignit les Moluques, y arrivant septembre 1526.

## Survivants
Loaísa lui-même mourut le 30 juillet 1526, Elcano quelques jours plus tard, et Alonso de Salazar trois semaines après. Yñiguez atteint les îles de Visayas et Mindanao aux Philippines, ainsi que les Moluques, mais mourut d'empoisonnement alimentaire. Seul Andrés de Urdaneta et 24 hommes survécurent lors de l'arrivée dans les terres convoitées. Ils retournèrent en Espagne via l'Armada portugaise des Indes et sous bonne garde portugaise, et terminèrent ainsi cette seconde circumnavigation de la terre de l'histoire. Un des survivants était Hans von Aachen, qui servit de canonnier sur la Victoria avec Magellan et Elcano, devenant ainsi le premier homme à effectuer deux fois cette circumnavigation.